# 六排镇
六排镇，是中华人民共和国广西壮族自治区河池市天峨县下辖的一个乡镇级行政单位。

## 行政区划
六排镇下辖以下地区：
城中社区、城东社区、塘英社区、登里村、都隆村、纳合村、仁顶村、云榜村、龙坪村、纳州村、令当村、纳洞村、索法村和龙滩工业社区。